# GoGoGo!
GoGoGo! was een Vlaamse jeugdserie uit 2014 uitgezonden op de Belgische VRT-jeugdzender Ketnet.
De serie, in 2013 gecreëerd door een intern VRT-productiehuis, VRT Jong, is de opvolger van een andere Ketnet-serie: De Elfenheuvel. De serie, waarvan in 2014 het eerste seizoen werd uitgezonden, was gepland minstens drie seizoenen mee te gaan. Een tweede seizoen volgde in 2015, het derde en laatste seizoen in 2016.

## Verhaallijn
Het verhaal gaat over zeven jongeren die naar school gaan naar Campus Rozenborg. Op een dag krijgen ze te horen dat de sportafdeling gaat sluiten. Ze kunnen alleen de sportafdeling redden als de sporters en de niet-sporters samenwerken om de Junior Basketball Derby te winnen. Dit is echter tegen de zin van de ietwat kwade directrice Lucy.

## Rolverdeling

### Hoofdcast
| Acteur                | Personage                           | Opmerking                                                                | Periode               |
| --------------------- | ----------------------------------- | ------------------------------------------------------------------------ | --------------------- |
| Frances Lefebure      | Kat                                 | Ex lief van Joessef, schermster                                          | Seizoen 1 - Seizoen 3 |
| Maarten Goffin        | Joessef                             | Ex lief van Kat, sprinter                                                | Seizoen 1 - Seizoen 3 |
| Dries De Vis          | Robin                               | Lief van Free, hoofdredacteur van Gossip                                 | Seizoen 1 - Seizoen 3 |
| Hannes Vandersteene   | Kobe                                | Lief van Emma                                                            | Seizoen 1 - Seizoen 3 |
| Abigail Abraham       | Jamila                              | Zangeres                                                                 | Seizoen 1 - Seizoen 3 |
| Sara Gracia Santacreu | Emma                                | Tennisster                                                               | Seizoen 1 - Seizoen 3 |
| Charlotte Leysen      | Free                                | Nichtje van juf Lucy                                                     | Seizoen 1 - Seizoen 3 |
| Ini Massez            | Juf 'De wentelteef' Lucy (Caroline) | voormalig lerares, voormalig directrice van Campus Rozenborg, opvoedster | Seizoen 1 - Seizoen 3 |
| Marc Lauwrys          | Walter 'Bunker' Bunkermans          | Materiaalmeester                                                         | Seizoen 1 - Seizoen 3 |
| Kristof Verhassel     | Meester Alec                        | Coach van Dreamteam, directeur van Campus Rozenborg                      | Seizoen 1 - Seizoen 3 |
| Joke De Bruyn         | Juf Sofia                           | Opvoedster van leefgroep 3                                               | Seizoen 1 - Seizoen 3 |
| Karin Tanghe          | Tante Tikka                         | Kokkin van leefgroep 3                                                   | Seizoen 1 - Seizoen 3 |

### Bijrollen
| Acteur             | Personage                                       | Periode               |
| ------------------ | ----------------------------------------------- | --------------------- |
| Jos Van Geel       | Voorzitter van de raad van bestuur              | Seizoen 1 - Seizoen 3 |
| ?                  | Sam, Ex lief van Kat                            | Seizoen 2             |
| Céline Verbeeck    | Janne                                           | Seizoen 2             |
| Kalina Malehounova | Anke, Lief van Joessef, basketbalster bij Dunk  | Seizoen 3             |
| Nayat Sari         | Noor, Vriendin van Anke, basketbalster bij Dunk | Seizoen 3             |
| Axel Daeseleire    | Richard                                         | Seizoen 3             |